# Chrysolina gruevi
Chrysolina gruevi – gatunek chrząszcza z rodziny stonkowatych i podrodziny Chrysomelinae.
Gatunek tan opisany został w 2007 roku przez Igora K. Łopatina na podstawie pojedynczego samica. Epitet gatunkowy nadano na cześć Błagoja Grujewa.
Chrząszcz o odwrotnie jajowatym, wypukłym ciele długości 6,6 mm i szerokości 4 mm, z wierzchu czarnym ze słabym, złocistym połyskiem. Odnóża i czułki czarne. Punktowanie czoła, ciemienia i nadustka delikatne i rzadkie. Przedplecze najszersze u nasady skąd zwęża się wyraźnie ku przodowi, o zgrubiałych bocznych brzegach oddzielonych grubo punktowaną fałdą od dysku, którego punktowanie jest nieregularnie rozmieszczone. Sparowane, nieco nieregularne rzędy na pokrywach tworzą punkty grubsze niż na przedpleczu. Międzyrzędy z delikatniejszymi punktami; dwa położone na dysku międzyrzędy zgrubiałe. Edeagus ku szczytowi języczkowato zwężony.
Owad znany tylko z Gansu w Chinach.